# Максюта Олександр Анатолійович
Олекса́ндр Анато́лійович Максю́та (14 травня 1986 — 31 травня 2015) — солдат Збройних сил України.

## Життєвий шлях
Закінчив Сухоташлицьку ЗОШ, у 2004—2006 роках проходив військову службу в ЗСУ.
15 лютого 2015-го призваний за мобілізацією, солдат 25-ї Дніпропетровської окремої аеромобільної бригади, номер обслуги.
31 травня 2015-го загинув під Артемівськом.
Похований у селі Залізничне Голованівського району, де без сина лишилися батьки.

## Вшанування
- 18 березня 2016 року у Сухоташлицькій ЗОШ відкрито та освячено меморіальну дошку Олександру Максюті
- почесний громадянин Вільшанського району (рішення Вільшанської районної ради від 23.11.2016, посмертно).